# 대한민국 헌법 제72조
대한민국 헌법 제72조는 대한민국 헌법의 조항이다.

## 본문
대통령은 필요하다고 인정할 때에는 외교·국방·통일 기타 국가안위에 관한 중요정책을 국민투표에 붙일 수 있다

## 내용
- 중요 정책의 국민투표

## 판례
특정의 국가정책에 대하여 다수의 국민들이 국민투표를 원하고 있음에도 불구하고 대통령이 이러한 희망과는 달리 국민투표에 회부하지 아니한다고 하여도 이를 헌법에 위반된다고 할 수 없고, 국민에게 특정의 국가정책에 관하여 국민투표에 회부할 것을 요구할 권리가 인정된다고 할 수도 없다 (2005헌마579)

## 참고문헌
- 허창환. (2022). 헌법 제72조 국민투표에 관한 연구 ― ｢형사소송법｣, ｢검찰청법｣ 개정을 계기로 ―. 공법연구, 50(4), 187-208.
- 허진성. (2021). 국민투표에 관한 연구 - 헌법 제72조를 중심으로 -. 외법논집, 45(1), 27-48.
- 유한진. (2018). 한국의 국민투표에 관한 연구 : 헌법 72조 국민투표를 중심으로 [석사학위논문, 서강대학교].
- 박병섭. (2011). 헌법 제72조 정책국민투표의 바람직한 운용. 헌법학연구, 17(1), 255-289.
- 황도수. (2010). 헌법 제72조 국민투표의 법적 성격 - 레퍼렌덤과 플레비시트의 구분 -. 세계헌법연구, 16(2), 571-598.
- 황도수. (2010). 레퍼렌덤으로서의 헌법 제72조 국민투표. 세계헌법연구, 16(3), 607-632.
- 박진완. (2009, 12). 헌법 憲法 제72조의 國民投票를 통한 大統領의 憲法改正시도와 연계된 大統領에 대한 信任投票의 憲法違反性. 고시계, 55(1), 152-162.
- 홍진영, 성낙인. (2005, 4). 豫想問題答案 및 講評憲法②-憲法 제72조의 國民投票制度의 法的性格 및 그 對象에 대하여 논하라.. 고시계, 50(5), 269-272.
- 변해철. (1999, 6). 헌법헌법 제72조에 의한 영토조항에 대한 합헌성통제. 고시계, 44(7), 88-95.

## 같이 보기
- 대한민국 헌법 제4장 제1절